# 贝恩德·林德纳
贝恩德·林德纳（德語：Bernd Lindner，1956年4月24日—），生于沃尔米施泰特，德国男子赛艇运动员。他曾代表东德参加1977年世界赛艇锦标赛，获得男子八人单桨有舵手金牌。